# Miami RedHawks

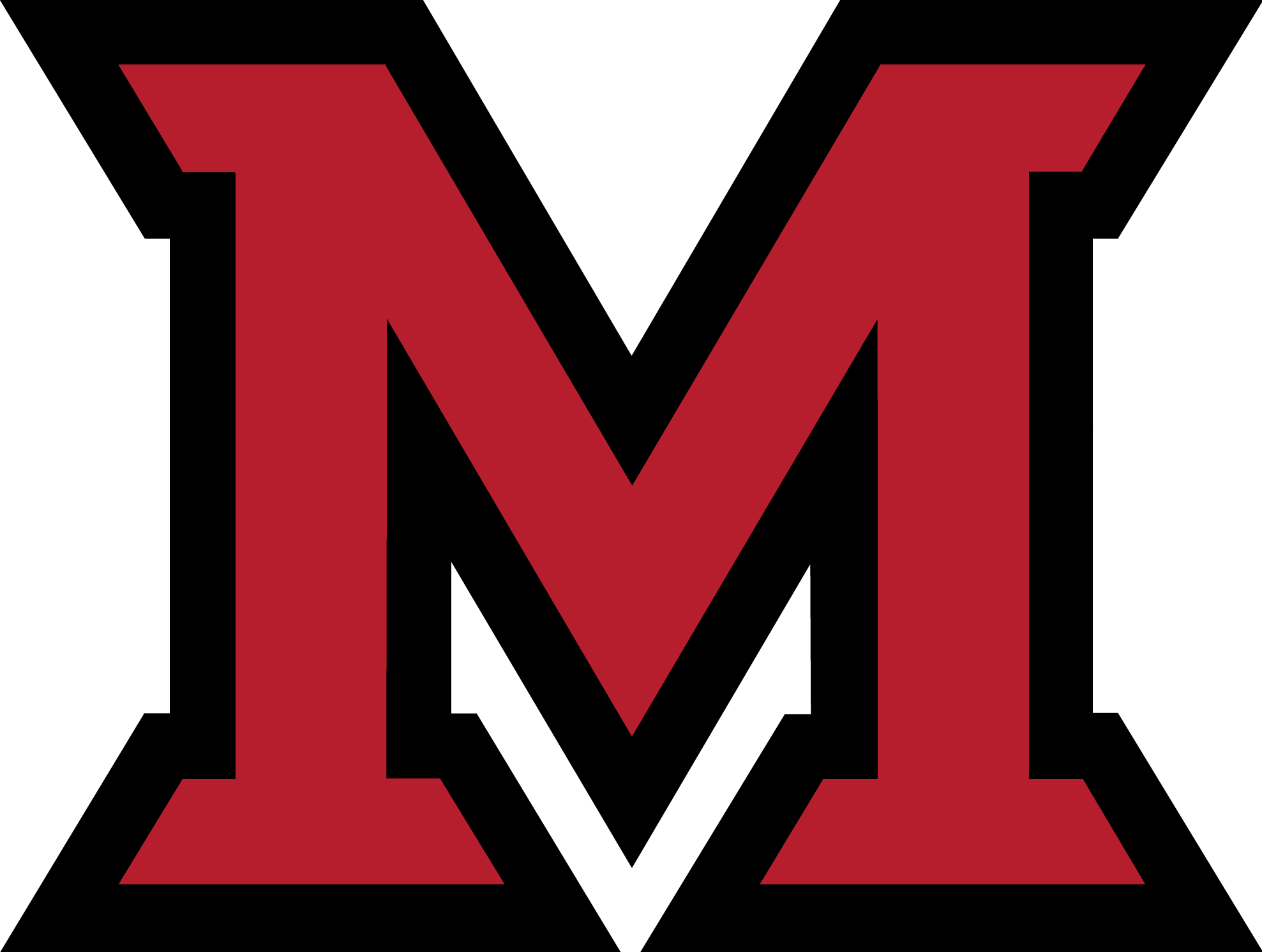
Miami-RedHawks-Logo

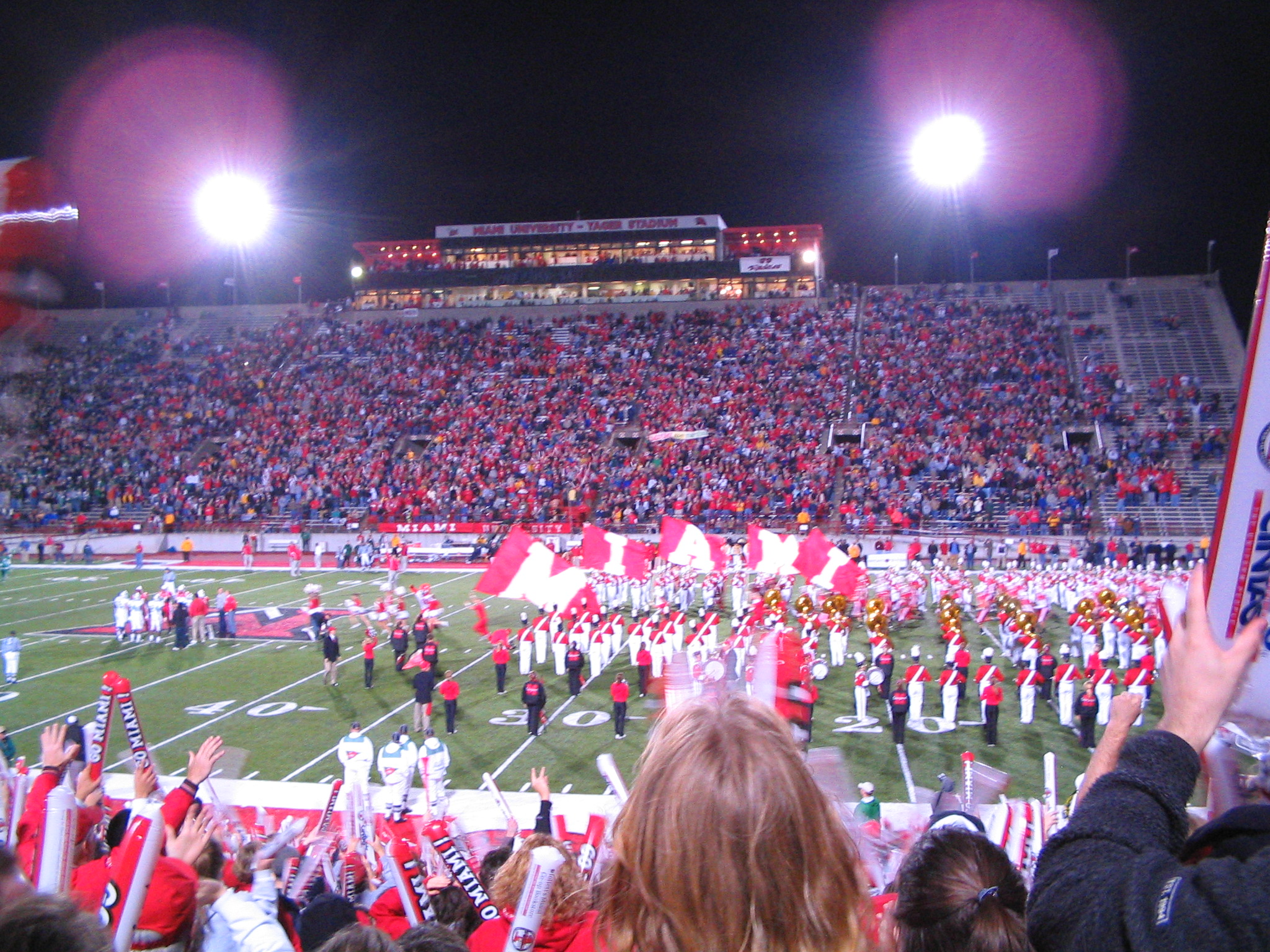
Miami-American-Football-Stadion

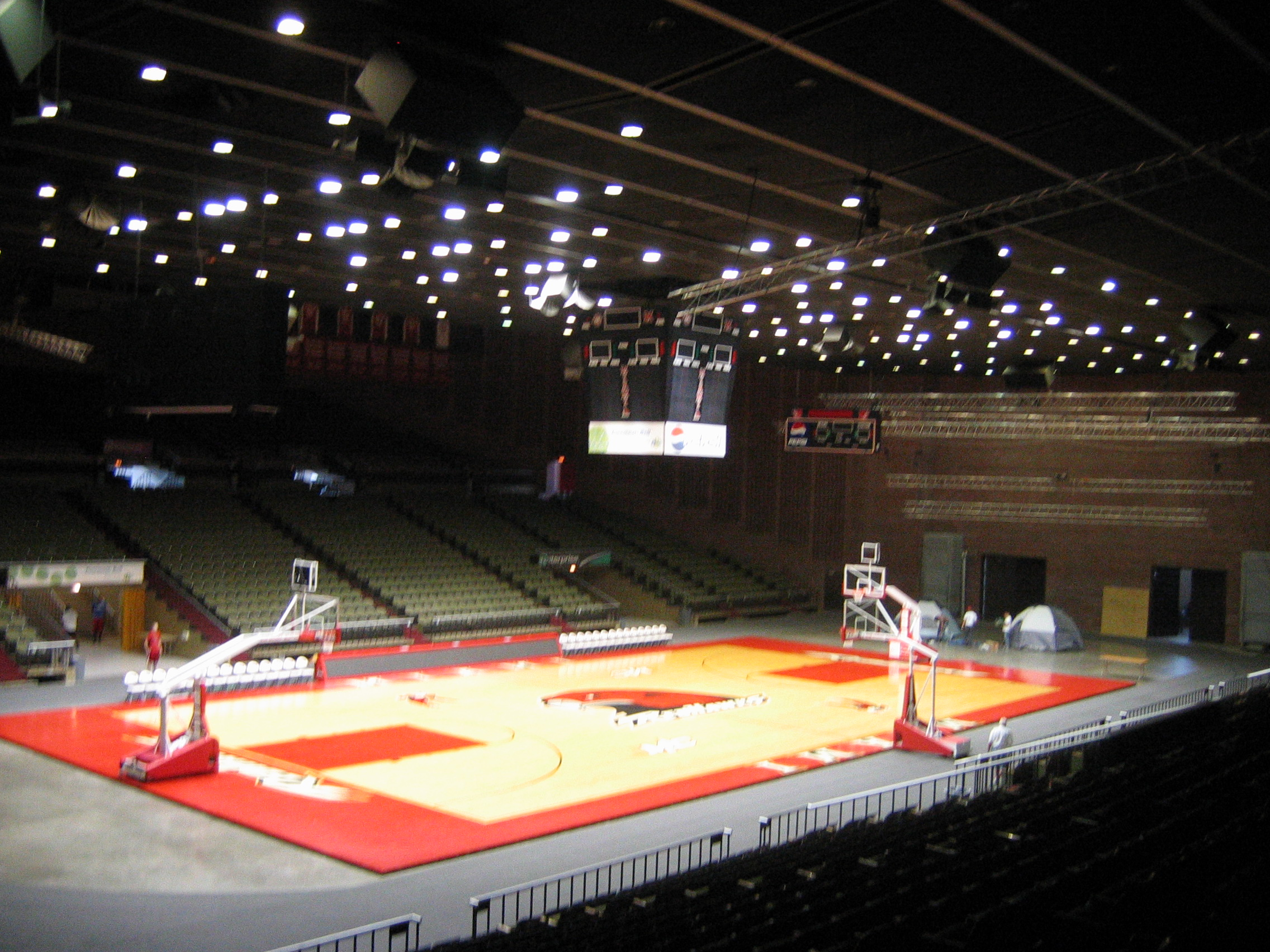
Miami-Basketball-Arena

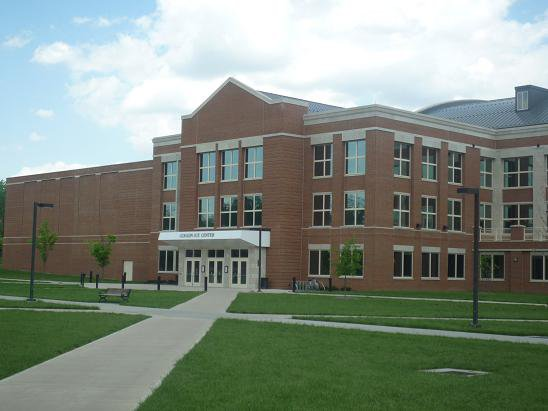
Miami-Eishockey-Arena

Die  Miami RedHawks (früher die Miami Redskins vor 1996) sind die Sportteams der Miami University. Die 18 verschiedenen Sportteams nehmen an der NCAA Division I als ein Mitglied der Mid-American Conference teil, Mit Ausnahme der Eishockey-Mannschaft, die in der Konkurrenz National Collegiate Hockey Conference.

## Sportarten
Die RedHawks bieten folgende Sportarten an:
Herren Teams
- Baseball
- Basketball
- Crosslauf
- American Football
- Golf
- Eishockey
- Schwimmsport & Wasserspringen – Mitglied der Missouri Valley Conference
- Leichtathletik

Frauen Teams
- Basketball
- Crosslauf
- Hockey
- Fußball
- Softball
- Schwimmsport & Wasserspringen
- Synchroneiskunstlauf
- Tennis
- Leichtathletik
- Volleyball